# Johann Jelinski
Johann Jelinski (* 8. Februar 1898 in Sierakowitz im Landkreis Karthaus; † 29. März 1986) war ein nordrhein-westfälischer Landespolitiker der KPD.
Jelinski war in der ersten Ernennungsperiode 1946 Mitglied des ernannten Landtages von Nordrhein-Westfalen. 